# 7.ª circunscripción senatorial de Chile
La 7.ª circunscripción senatorial de Chile es una de las dieciséis entidades electorales de este tipo que conforman la República de Chile. Su territorio comprende la totalidad de las comunas de la Región Metropolitana de Santiago, ubicada geográficamente en la zona central de Chile. Fue creada en 2015 por medio de la ley 20.840, a partir de la antigua 7.ª circunscripción senatorial y 8.ª circunscripción senatorial. Con una población que, según el censo del año 2017, alcanza los 7.112.808 habitantes, elige cinco de los cincuenta senadores que integran el Senado de Chile.

## Representación
A febrero de 2023, la circunscripción senatorial 7 de Chile es representada por los siguientes senadores para el periodo 2022-2030:
| Periodo | Senador | Senador                                      | Senador       | Senador | Senador                                               | Senador             | Senador | Senador                            | Senador                  | Senador | Senador                                     | Senador            | Senador | Senador                               | Senador                    | Mandato                                       |
| Periodo | Nombre  | Nombre                                       | Partido       | Nombre  | Nombre                                                | Partido             | Nombre  | Nombre                             | Partido                  | Nombre  | Nombre                                      | Partido            | Nombre  | Nombre                                | Partido                    | Mandato                                       |
| ------- | ------- | -------------------------------------------- | ------------- | ------- | ----------------------------------------------------- | ------------------- | ------- | ---------------------------------- | ------------------------ | ------- | ------------------------------------------- | ------------------ | ------- | ------------------------------------- | -------------------------- | --------------------------------------------- |
| LVI     |         | Fabiola Campillai Rojas (San Bernardo, 1983) | Independiente |         | Manuel José Ossandón Irarrázabal (Viña del Mar, 1962) | Renovación Nacional |         | Rojo Edwards Silva (Chicago, 1977) | Partido Social Cristiano |         | Luciano Cruz-Coke Carvallo (Santiago, 1970) | Evolución Política |         | Claudia Pascual Grau (Santiago, 1972) | Partido Comunista de Chile | 11 de marzo de 2022 - Actualmente en el cargo |

## Historia electoral

### Elecciones parlamentarias de 2021
| Pacto                               | Pacto                        | Candidato/a                          | Candidato/a                      | Partido                     | Votos                       | %         | Resultado |        |
| ----------------------------------- | ---------------------------- | ------------------------------------ | -------------------------------- | --------------------------- | --------------------------- | --------- | --------- | ------ |
|                                     | AA. Chile Vamos              |                                      | Manuel José Ossandón Irarrázaval | RN                          | 280 436                     | 10.56     | Senador   |        |
|                                     | AA. Chile Vamos              | Marcela Sabat Fernández              | RN                               | 109 199                     | 4.11                        |           |           |        |
|                                     | AA. Chile Vamos              | Daniela del Pilar Cabezas Vera       | UDI                              | 18 828                      | 0.71                        |           |           |        |
|                                     | AA. Chile Vamos              | Carolina Lavín Aliaga                | UDI                              | 18 036                      | 0.68                        |           |           |        |
|                                     | AA. Chile Vamos              | Luciano Cruz-Coke Carvallo           | EVO                              | 150 888                     | 5.68                        | Senador   |           |        |
|                                     | AA. Chile Vamos              | Jaime Mañalich Muxi                  | IND-EVO                          | 132 701                     | 5.00                        |           |           |        |
|                                     | AB. Partido de la Gente      |                                      | Valeska Oyarce Peña              | PDG                         | 42 906                      | 1.62      |           |        |
|                                     | AB. Partido de la Gente      | Erna del Carmen Pérez Gaete          | PDG                              | 14 654                      | 0.55                        |           |           |        |
|                                     | AB. Partido de la Gente      | Rodrigo Silva Alfaro                 | PDG                              | 25 552                      | 0.96                        |           |           |        |
|                                     | AB. Partido de la Gente      | Rodrigo Alejandro Díaz Muñoz         | PDG                              | 24 321                      | 0.92                        |           |           |        |
|                                     | AB. Partido de la Gente      | Carolina Eilyn González Abarca       | PDG                              | 33 378                      | 1.26                        |           |           |        |
|                                     | AB. Partido de la Gente      | Roberto Javier Cofré Cerda           | PDG                              | 13 607                      | 0.51                        |           |           |        |
|                                     | AH. Nuevo Pacto Social       |                                      | Verónica Pardo Lagos             | IND-PL                      | 26 107                      | 0.98      |           |        |
|                                     | AH. Nuevo Pacto Social       | Eugenio Ortega Frei                  | PDC                              | 24 306                      | 0.92                        |           |           |        |
|                                     | AH. Nuevo Pacto Social       | Gabriel Silber Romo                  | PDC                              | 58 815                      | 2.22                        |           |           |        |
|                                     | AH. Nuevo Pacto Social       | Paulina Vodanovic Rojas              | PS                               | 71 169                      | 2.68                        |           |           |        |
|                                     | AH. Nuevo Pacto Social       | Alberto Antonio Pizarro Chañilao     | PPD                              | 8 575                       | 0.32                        |           |           |        |
|                                     | AH. Nuevo Pacto Social       | Natalia Piergentili Domenech         | PPD                              | 17 038                      | 0.64                        |           |           |        |
|                                     | AL. Partido Ecologista Verde |                                      | Celeste Jiménez Riveros          | PEV                         | 79 998                      | 3.01      |           |        |
|                                     | AL. Partido Ecologista Verde | Patricio Antonio Neira Pezoa         | PEV                              | 28 576                      | 1.08                        |           |           |        |
|                                     | AL. Partido Ecologista Verde | Daiana Squella Venenciano            | PEV                              | 23 488                      | 0.88                        |           |           |        |
|                                     | AM. Unión Patriótica         |                                      | Alejandro Aravena Egaña          | UPA                         | 13 280                      | 0.50      |           |        |
|                                     | AM. Unión Patriótica         | Fresia Mónica Quilodrán Ramos        | UPA                              | 11 633                      | 0.44                        |           |           |        |
|                                     | AM. Unión Patriótica         | Varinia Yuseth Aravena Pérez         | UPA                              | 5 627                       | 0.21                        |           |           |        |
|                                     | AN. Dignidad Ahora           |                                      | Paula Carolina Cancino Cancino   | PI                          | 25 433                      | 0.96      |           |        |
|                                     | AN. Dignidad Ahora           | Mariana Cecilia Gutiérrez García     | PI                               | 14 374                      | 0.54                        |           |           |        |
|                                     | AN. Dignidad Ahora           | Rodrigo Enrique Urzúa Chávez         | IND-PI                           | 15 747                      | 0.59                        |           |           |        |
|                                     | AN. Dignidad Ahora           | Marcelo Rioseco País                 | PH                               | 7 590                       | 0.29                        |           |           |        |
|                                     | AN. Dignidad Ahora           | Mercedes del Carmen Bravo Valenzuela | PH                               | 7 290                       | 0.27                        |           |           |        |
|                                     | AP. Frente Social Cristiano  |                                      | Rojo Edwards Silva               | PRCh                        | 249 901                     | 9.41      | Senador   |        |
|                                     | AP. Frente Social Cristiano  | María Idilia Gatica Gajardo          | PRCh                             | 27 478                      | 1.03                        |           |           |        |
|                                     | AP. Frente Social Cristiano  | Álvaro Emilio Pezoa Bissieres        | PRCh                             | 18 853                      | 0.71                        |           |           |        |
|                                     | AP. Frente Social Cristiano  | Ricardo Fernando Ortega Perrier      | PRCh                             | 16 370                      | 0.62                        |           |           |        |
|                                     | AP. Frente Social Cristiano  | Pamela Andrea Pizarro Villaroel      | IND-PRCh                         | 15 924                      | 0.60                        |           |           |        |
|                                     | AP. Frente Social Cristiano  | Beatriz Maturana Cossio              | IND-PRCh                         | 8 006                       | 0.30                        |           |           |        |
|                                     | AR. Apruebo Dignidad         |                                      | Karina Oliva Pérez               | COM                         | 112 914                     | 4.25      |           |        |
|                                     | AR. Apruebo Dignidad         | Gonzalo Daniel Martner Fanta         | IND-COM                          | 44 425                      | 1.67                        |           |           |        |
|                                     | AR. Apruebo Dignidad         | Guillermo Teillier del Valle         | PCCh                             | 101 631                     | 3.83                        |           |           |        |
|                                     | AR. Apruebo Dignidad         | Claudia Pascual Grau                 | PCCh                             | 139 956                     | 5.27                        | Senadora  |           |        |
|                                     | AR. Apruebo Dignidad         | Rocío Donoso Pineda                  | RD                               | 53 093                      | 2.00                        |           |           |        |
|                                     | AR. Apruebo Dignidad         | Sebastián Fernando Depolo Cabrera    | RD                               | 48 740                      | 1.84                        |           |           |        |
|                                     | AW. Independientes Unidos    |                                      | Cristián Contreras Radovic       | CU                          | 71 062                      | 2.68      |           |        |
|                                     | AW. Independientes Unidos    | Fabiola Mabel Moya Hernández         | CU                               | 28 786                      | 1.08                        |           |           |        |
|                                     | AW. Independientes Unidos    | Ruth Rojas Mera                      | CU                               | 11 782                      | 0.44                        |           |           |        |
|                                     | ZZI. Independientes          |                                      | Fabiola Campillai Rojas          | IND                         | 402 784                     | 15.17     | Senadora  |        |
| Votos válidamente emitidos          | Votos válidamente emitidos   | Votos válidamente emitidos           | Votos válidamente emitidos       | Votos válidamente emitidos  | Votos válidamente emitidos  | 2 655 257 | 91.47     | 91.47  |
| Votos nulos                         | Votos nulos                  | Votos nulos                          | Votos nulos                      | Votos nulos                 | Votos nulos                 | 130 457   | 4.49      | 4.49   |
| Votos en blanco                     | Votos en blanco              | Votos en blanco                      | Votos en blanco                  | Votos en blanco             | Votos en blanco             | 117 258   | 4.04      | 4.04   |
| Total de sufragios emitidos         | Total de sufragios emitidos  | Total de sufragios emitidos          | Total de sufragios emitidos      | Total de sufragios emitidos | Total de sufragios emitidos | 2 902 972 | 100.00    | 100.00 |
| Fuente: Servicio Electoral de Chile |                              |                                      |                                  |                             |                             |           |           |        |